# Theridion magdalenense
Theridion magdalenense là một loài nhện trong họ Theridiidae.
Loài này thuộc chi Theridion. Theridion magdalenense được miêu tả năm 1990 bởi Müller & Heimer.